# Daniel Pawłowski (trener)
Daniel Pawłowski (ur. 12 maja 1982 w Wadowicach) – polski trener piłki nożnej, specjalizujący się w treningu bramkarzy.

## Życiorys
Przez 10 lat jako bramkarz reprezentował barwy MKS Skawa Wadowice (1993-2003), z którą awansował do IV Ligi Małopolskiej (obecnie poziom III liga polska w piłce nożnej). Zakończył karierę z powodów personalnych.
Jest absolwentem Uniwersytetu Napier w Edynburgu na wydziale Psychologii Sportu, Wyższej Szkoły Turystyki i Ekologii oraz Studium Psychologii i Komunikacji Intrapersonalnej. Międzynarodowy Praktyk Neurolingwistycznego Programowania oraz Life Coach. Uczestnik licznych staży trenerskich, m.in.: Fulham FC (2009), FC Porto (2009), Valencia CF (2010), PSV Eindhoven (2011), FC Barcelona (2012), Chelsea FC (2012), Tottenham Hotspur F.C. (2012).
Pracę trenerską rozpoczął w 2003 r., przez kolejne lata współpracował z bramkarzami w szkółce bramkarskiej MSP Szamotuły (2010), reprezentacji Polski U15 (2011) oraz klubami szkockimi, m.in.: Livingston F.C. (2010), Hibernian F.C. (2008-2010).
Dyplom UEFA B uzyskał w Szkole Trenerów PZPN w 2006 r. W maju 2009 r. przyznano mu Licencję Trenera Bramkarzy (IFA Goalkeeping).
Blisko współpracował z licznymi bramkarzami, m.in. z: Jakub Słowik (Jagiellonia Białystok), Maciej Krakowiak (Widzew Łódź), Mateusz Kuchta (Górnik Zabrze), Mateusz Taudul (Everton FC), Andrzej Sobieszczyk (Puszcza Niepołomice) oraz reprezentacja Polski U20.
Prowadzi swoją własną firmę szkoleniową bramkarzy i trenerów - Trening Decyzji Bramkarza, skupiając się na koncepcjach podejmowania decyzji i przewidywania przez bramkarzy.
Autor książki „Szkolenie bramkarzy w piłce nożnej, wiek: 12-16 lat” wydanej w 2012 r. oraz współautor „Scientific Approaches to Goalkeeping in Football” wydanej w 2013 r.
Został pomówiony przez słowackiego bramkarza Śląska Wrocław – Mariána Kelemena o obrazę uczuć moralnych za video analizy jego zachowań w bramce.
W lutym 2014 został trenerem bramkarzy Okocimski Brzesko.